# Protracheoniscus topczievi
Protracheoniscus topczievi är en kräftdjursart som beskrevs av Borutzkii 1975. Protracheoniscus topczievi ingår i släktet Protracheoniscus och familjen Trachelipodidae. Inga underarter finns listade i Catalogue of Life.